# Fort de Barchon

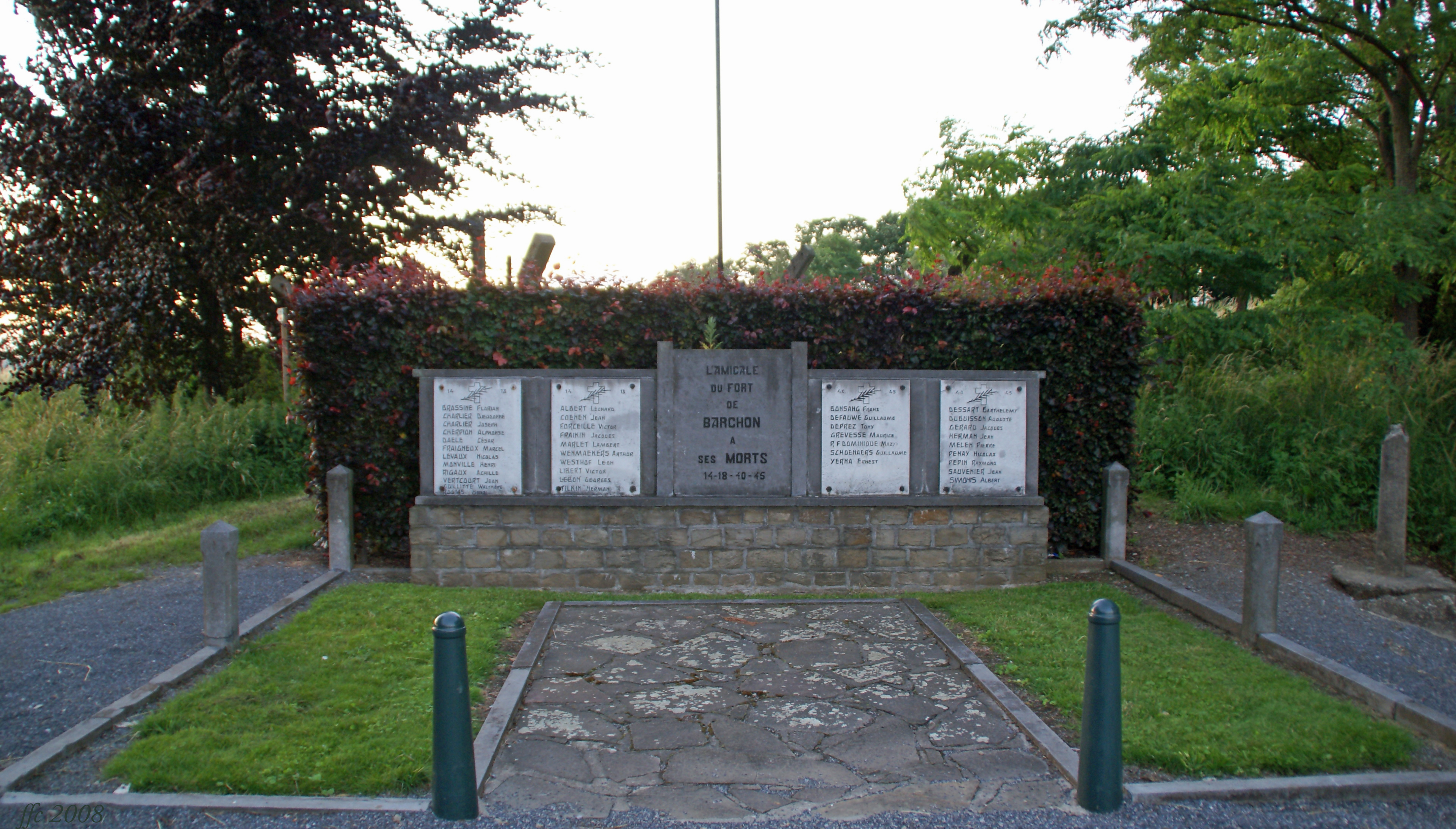
Monument al costat del fort a Barchon

El Fort de Barchon, a Barchon és un fort llarg de la Posició fortificada de Lieja (PFL) erigida engir de la ciutat Belga de Lieja a la fi del segle xix.

## Història
Es troba a l'inici de l'altiplà del país d'Herve al nucli de Barchon de la vila de Blegny. S'ha concebut per a protegir el trànsit a la vall del Mosa i la carretera d'Aquisgrà (N3) contra les invasions dels països veïns França, de Prússia i els Països Baixos, que tenien tots vel·leïtats d'annexió de parts o del tot de l'estat belga encara molt jove. Va construir-se el 1888, sota la direcció del general Henri Alexis Brialmont.
A la Primera Guerra Mundial, el fort de Barchon va ser el primer a rendir-se el 8 d'agost de 1914 després de problemes de comandament i d'una amenaça d'asfíxia amb gasos tóxics.
A la Segona Guerra Mundial, el fort modernitzat va resistir del 10 fins al 18 de maig de 1940. Tot i ésser bombardejat per a les Stukes i l'artilleria alemanya va contraatacar i causar pèrdues importants a l'invasor.

## Avui
Una visita del fort dona una bona il·lustració de l'evolució de l'enginyeria militar entre 1880 i 1940. S'hi troben, entre d'altres, moltes pintures murals fetes per als soldats. És l'únic fort del qual la torre d'aeració pot visitar-se.
S'hi projecta també un muntatge audiovisual que il·lustra com "tot i acaben per desaparèixer totes les fortificacions construïdes per l'home, els principis majors de la nostra civilització són immortals".
Les visites s'organitzen d'abril a novembre al segon diumenge de cada mes a les dues de la tarda.